# 최승준 (야구인)
최승준(崔承浚, 1988년 1월 11일 ~ )은 전 KBO 리그 한화 이글스의 내야수, 지명타자이자, KBO 리그 LG 트윈스의 타격보조코치이다.

## 선수 시절

### 아마추어 시절
포수로서 류현진의 공을 받으며 배터리로 맹활약했다. 2005년에 60회 청룡기 우승 당시 타격 4관왕(타율, 타점, 최다 안타, 홈런)을 차지했다.

### LG 트윈스시절
입단 첫 해에는 주목을 받지 못했다. 병역을 마치고 돌아온 뒤 두각을 보이기 시작했고, 2012년 시즌 후 포수에서 내야수로 전향했다.
2014년 4월 27일 KIA전에서 임준섭을 상대로 데뷔 첫 안타를 기록했다.
2015년에는 팀의 향후 10년을 책임질 우타 거포라고 각광받았지만 기대치만큼 활약하지 못했다.

### SK 와이번스시절
2015년 12월 6일에 FA를 통해 LG 트윈스에 이적한 정상호의 보상 선수 자격으로 이적하였다.
2016년 5월 18일 롯데전에서 조쉬 린드블럼을 상대로 데뷔 첫 만루 홈런을 쳐 냈다.
2019년 시즌 후 방출됐다.

### 한화 이글스시절
2019년 12월 6일에 입단하였다. 2020년 6월 9일에 백진우와 함께 방출됐다.

## 야구선수 은퇴 후
2020년 니퍼트빅드림야구교실의 타격코치로 활동했다. 2021년 부터 2023년까지 서용빈아카데미에서 타격코치로 활동하다가 2024년 LG 트윈스 타격 보조 코치로 입단하였다.

## 배우자
- '김나영' (2016년 ~ 현재)

## 출신 학교
- 인천서림초등학교
- 인천 동산중학교
- 동산고등학교

## 통산 기록
| 연도 | 팀명  | 타율  | 경기 | 타수 | 득점 | 안타 | 2루타 | 3루타 | 홈런 | 루타 | 타점 | 도루 | 도루 실패 | 볼넷 | 사구 | 삼진 | 병살 | 실책 |
| ---- | ----- | ----- | ---- | ---- | ---- | ---- | ----- | ----- | ---- | ---- | ---- | ---- | --------- | ---- | ---- | ---- | ---- | ---- |
| 2006 | LG    | -     | 2    | 0    | 0    | 0    | 0     | 0     | 0    | 0    | 0    | 0    | 0         | 0    | 0    | 0    | 0    | 0    |
| 2007 | LG    | 0.000 | 4    | 4    | 0    | 0    | 0     | 0     | 0    | 0    | 0    | 0    | 0         | 0    | 0    | 4    | 0    | 0    |
| 2013 | LG    | 0.000 | 2    | 5    | 0    | 0    | 0     | 0     | 0    | 0    | 0    | 0    | 0         | 0    | 0    | 4    | 0    | 0    |
| 2014 | LG    | 0.263 | 20   | 38   | 4    | 10   | 3     | 0     | 2    | 19   | 11   | 0    | 0         | 2    | 0    | 11   | 1    | 0    |
| 2015 | LG    | 0.077 | 8    | 26   | 0    | 2    | 0     | 0     | 0    | 2    | 1    | 0    | 0         | 4    | 0    | 7    | 0    | 0    |
| 2016 | SK    | 0.266 | 76   | 199  | 31   | 53   | 5     | 0     | 19   | 115  | 42   | 0    | 0         | 28   | 3    | 66   | 5    | 2    |
| 2017 | SK    | 0.233 | 31   | 90   | 11   | 21   | 4     | 0     | 6    | 43   | 16   | 0    | 0         | 7    | 1    | 34   | 3    | 1    |
| 2018 | SK    | 0.250 | 27   | 72   | 5    | 18   | 3     | 0     | 4    | 33   | 11   | 0    | 0         | 6    | 1    | 25   | 3    | 2    |
| 2019 | SK    | 0.227 | 10   | 22   | 2    | 5    | 0     | 0     | 0    | 5    | 0    | 0    | 0         | 2    | 0    | 10   | 1    | 0    |
| 2020 | 한화  | 0.333 | 2    | 3    | 1    | 1    | 0     | 0     | 0    | 1    | 1    | 0    | 0         | 0    | 1    | 2    | 0    | 0    |
| 통산 | 9시즌 | 0.240 | 182  | 459  | 54   | 110  | 15    | 0     | 31   | 218  | 82   | 0    | 0         | 49   | 6    | 163  | 13   | 5    |